# إعلان الحرب من قبل الولايات المتحدة
إعلان الحرب هو تصريح رسمي صادر عن حكومة وطنية، يشير إلى وجود حالة من الحرب بين تلك الدولة ودولة أخرى. تقدم وثيقة صادرة عن اتحاد العلماء الأمريكيين، قائمة موسعة وملخصًا عن القوانين التي تُطبق تلقائيًا عند إعلان الولايات المتحدة الحرب.
بالنسبة للولايات المتحدة، تنص المادة الأولى، القسم الثامن من الدستور على أن «للكونغرس سلطة... إعلان الحرب». ومع ذلك، فإن هذا المقطع لا يوفر صيغة محددِّة للشكل الذي يجب أن يكون عليه التشريع حتى يُعتبر «إعلان حرب» ولا يستخدم الدستور نفسه هذا المصطلح. وفي المحاكم، قالت محكمة الاستئناف الأمريكية في قضية بوش ضد دو: «إن نص قرار العراق نفسه يوضح مبررات الحرب ويقدم نفسه على أنه «تصريح» لمثل حربٍ كهذه». في الواقع، القول بأن الإذن يكفي لإعلان الحرب وما قد يعتبره بعضهم «إعلان حرب» رسمي للكونغرس، لم يكن مطلوبًا بموجب الدستور.
آخر مرة أعلنت فيها الولايات المتحدة الحرب رسميًا، مستخدمةً مصطلحات محددة ضد أي دولة، كانت في عام 1942، وذلك حين أعلنت الحرب ضد المجر وبلغاريا ورومانيا المتحالفة مع المحور، لأن الرئيس فرانكلين روزفلت اعتقد أنه من غير المناسب الانخراط في أعمال عدائية ضد دولة ما دون إعلان رسمي للحرب. منذ ذلك الحين، استخدم كل رئيس أمريكي القوة العسكرية دون إعلان الحرب.
سيستخدم هذا المقال مصطلح «إعلان رسمي للحرب» ليشير إلى تشريع الكونغرس الذي يستخدم عبارة «إعلان الحرب» في العنوان. وفي مكان آخر، سيستخدم هذا المقال مصطلحات «بتفويض من الكونغرس» أو «بتمويل من الكونغرس» أو «حرب غير معلنة» لوصف صراعات أخرى مماثلة.

## تاريخ
أعلنت الولايات المتحدة الحرب رسميًا ضد دول أجنبية في خمس حروب منفصلة، وكان كل منها بناءً على طلب مسبق من رئيس الولايات المتحدة. جاءت أربعة من تلك الحروب الرسمية الخمسة، بعد بدء أعمال العنف. أفاد جيمس ماديسون، أنه في الاتفاقية الفيدرالية لعام 1787، تغيّرت عبارة «شن الحرب» لتصبح «إعلان الحرب» من أجل إعطاء السلطة التنفيذية سلطة تصدي للهجمات المفاجئة، وليس لبدء حرب دون موافقة صريحة من الكونغرس. ويستمر الجدل حول المدى القانوني لسلطة الرئيس في هذا الصدد.
عُبّر عن المعارضة العامة للتدخل الأمريكي في الحروب الخارجية، خلال ثلاثينيات القرن العشرين خاصة، كشكل من أشكال الدعم للتعديل الدستوري الذي يتطلب إجراء استفتاء وطني على إعلان الحرب. اقتُرحت العديد من التعديلات الدستورية، مثل تعديل لادلو، وهذا ما تطلّب إجراء استفتاء وطني بخصوص إعلان الحرب.
بعد أن ألغى الكونغرس قرار خليج تونكين في يناير من عام 1971 واستمر الرئيس ريتشارد نيكسون في شن الحرب في فيتنام، أصدر الكونغرس قرار صلاحيات الحرب (قانون عام 148-93) على حق النقض الذي استخدمه نيكسون في محاولة لكبح جماح بعض صلاحيات الرئيس المزعومة. ويحظّر قرار صلاحيات الحرب هذا، السلطة الوحيدة التي يتمتع بها الرئيس لشن حرب والمعترف بها من قبل الكونغرس.

## تصريحات الحرب

### الرسمية
يسرد الجدول أدناه الحروب الخمسة التي أعلنت فيها الولايات المتحدة الحرب رسميًا ضد عشر دول أجنبية. والدولة الوحيدة التي أعلنت الولايات المتحدة الحرب عليها أكثر من مرة هي ألمانيا، فقد أعلنت الولايات المتحدة الحرب عليها مرتين (على الرغم من إمكانية اعتبار المجر «هنغاريا» دولة خلف للإمبراطورية النمساوية المجرية).
في الحرب العالمية الثانية، هاجم اليابانيون ميناء بيرل هاربور في 7 ديسمبر في عام 1941. أعلنت كل من ألمانيا بقيادة أدولف هتلر وإيطاليا بقيادة بينيتو موسوليني، الحرب على الولايات المتحدة وردّ الكونغرس الأمريكي بالمثل.